# Thoburnia atripinnis
Thoburnia atripinnis es una especie de peces de la familia Catostomidae en el orden de los Cypriniformes.

## Morfología
• Los machos pueden llegar alcanzar los 17 cm de longitud total.

## Alimentación
Come larvas de insectos y micro crustáceos.

## Hábitat
Es un pez de agua dulce y de clima templado.

## Distribución geográfica
Se encuentran en Norteamérica: río Barren en la  cuenca del río Green (Kentucky y Tennessee, Estados Unidos).